# 江阴蚕种场
31°45′09″N 120°28′59″E / 31.75246°N 120.48314°E
江阴蚕种场，是位于中华人民共和国江苏省无锡市江阴市的一个蚕种场，是专门培育优良蚕种的单位。

## 沿革
江阴蚕种场位于江阴市东南境长泾自然镇东街、长泾浜南北两岸。该场有育种用房6000多平方米，并有桑田125亩。1928年，宋楚才集资38000元，于次年私人合股经营，称大福蚕种场，产品“帆船牌”蚕种，主销于浙江。1934年，扩建原种部，并不断改良蚕种。1936年，宋楚才在长泾镇河北街东首创建大福二场（北场），并聘请姜白名担任总技师，是当时江苏省内一流设备技术。抗日战争爆发后，日军在长泾镇进行空袭，一场二场均遭到轰炸；二场曾一度被日军占据。
1955年，一场二场合并。1956年，又与云亭双利蚕种场合并，公私合营，沿称大福蚕种场。1966年，成为国营场圃，定名江阴蚕种场，后更名为江阴市蚕种场，属业务上则由江苏省蚕种公司指导。1980年，进行改革管理制度，对场圃实行财务包干。1986年，蚕种产量达5.4万张，产值25万余元。2019年，当选为第八批全国重点文物保护单位。

## 保护
2002年，大福二场被列为江苏省文物保护单位。2008年，江阴市政府对其拨款修复。